# Africa Charter Airline
Africa Charter Airline ist eine südafrikanische Fluggesellschaft mit Sitz in Lakefield in der Provinz Gauteng und Basis auf dem Lanseria International Airport.

## Flotte

### Aktuelle Flotte
Mit Stand April 2023 besteht die Flotte der Africa Charter Airline aus drei Flugzeugen mit einem Durchschnittsalter von 28,5 Jahren:
| Flugzeugtyp    | Anzahl | bestellt | Anmerkungen | Durchschnittsalter (April 2023) |
| -------------- | ------ | -------- | ----------- | ------------------------------- |
| Boeing 737-300 | 2      |          | Cargo       | 27,2 Jahre                      |
| Boeing 737-500 | 1      |          |             | 31,3                            |
| Gesamt         | 3      | 0        |             | 28,5 Jahre                      |

### Ehemalige Flugzeugtypen
- Boeing 737-200
- Boeing 737-300SF